# Cheiracanthium liuyangense
Cheiracanthium liuyangense is een spinnensoort uit de familie Cheiracanthiidae.
De wetenschappelijke naam van de soort werd in 1996 gepubliceerd door Xie et al.